# 자연방출
자연방출(自然放出, spontaneous emission)은 원자, 분자 따위가 들뜬상태에 있다가 바닥상태로 천이되면서 양자화된 에너지를 방출하는 과정이다.
광원(원자)이 들뜬상태에 있어 에너지 준위가 {\displaystyle E_{2}}라면, 원자의 에너지 상태는 낮은 에너지 준위(바닥상태) {\displaystyle E_{1}}로 자연히 감쇠한다. 이때 두 준위 사이의 에너지 차이에 해당하는 에너지를 광자의 형태로 내보내게 된다. 광자는 각진동수 {\displaystyle \omega }와 에너지 {\displaystyle \hbar \omega } (= {\displaystyle h\nu }, 이때 {\displaystyle h}는 플랑크 상수이고 {\displaystyle \nu }는 진동수)를 갖는다.
{\displaystyle E_{2}-E_{1}=\hbar \omega ,}
이때 {\displaystyle \hbar }는 디랙 상수이다. 자연방출된 광자는 전파되는 방향에 따라 위상이 무작위적으로 정해진다. 이것은 유도방출에서는 동일하게 성립하지 않는다. 자연방출 과정을 그림으로 그려보면 다음과 같다.
시간 {\displaystyle t}에서 광원의 숫자가 {\displaystyle N(t)}로 주어지면 {\displaystyle N}의 에너지가 감쇠하는 반응속도는
{\displaystyle {\frac {\partial N(t)}{\partial t}}=-A_{21}N(t),}
이때 {\displaystyle A_{21}}는 자연방출의 반응속도이다. 반응속도식 {\displaystyle A_{21}}은 이 특정한 광원의 특정한 천이에 대하여 비례적인 상수인데, 이 상수를 아인슈타인 계수라고 하고 그 단위는 {\displaystyle s^{-1}}이다.
상기 방정식을 풀면
{\displaystyle N(t)=N(0)e^{-A_{21}t}=N(0)e^{-\Gamma _{rad}t},}
이때 {\displaystyle N(0)}는 들뜬상태에 있는 광원의 초기 개수이고, {\displaystyle t}는 시간, {\displaystyle \Gamma _{rad}}는 천이의 복사 감쇠율이다. 들뜬상태의 개수 {\displaystyle N}은 고로 시간에 대해 지수적으로 감쇠하며, 이는 방사성 감쇠와 유사하다. 감쇠 주기가 한 번 지나면 들뜬상태의 개수는 처음 값의 36.8%로 감소한다({\displaystyle {\frac {1}{e}}}-시간). 복사감쇠율 {\displaystyle \Gamma _{rad}}는 감쇠 주기 {\displaystyle \tau _{21}}의 역수에 비례한다.
{\displaystyle A_{21}=\Gamma _{21}={\frac {1}{\tau _{21}}}.}

## 같이 보기
- 자극 방출
- 방출 스펙트럼
- 레이저 물리학